# Fulda, Minnesota
Fulda är en ort i Murray County i Minnesota. Vid 2020 års folkräkning hade Fulda 1 371 invånare.